# Casimira Lema
Casimira Lema Molina (Tarija, 31 de agosto de 1968) es una periodista y presentadora de televisión boliviana.

## Biografía
Nació en la ciudad de Tarija el 31 de agosto de 1968. Estudió Turismo en la Universidad Católica Boliviana. Está casada con el piloto de aviación Friedl Hochhaeuser Trigo y tiene dos hijos, Friedl y Stephan.
Llegó a La Paz en 1990 con la intención de estudiar la carrera de Turismo. Empezó su carrera periodística presentando programas en Televisión Nacional de Bolivia (actual Bolivia TV). Posteriormente es contratada por Telesistema Boliviano (actual Unitel) en donde trabajó durante 13 años, presentado programas tales como el matutino Al Despertar; además del noticiero Telepaís, en compañía de Daniel Cárdenas y Gonzalo Rivera.
En el año 2005 sustituiría a María Rene Duchén en la conducción del noticiero central de la red ATB, quien había aceptado la candidatura vicepresidencial por PODEMOS para las elecciones generales de 2005. También conduciría el programa Buenas o Malas. Su alejamiento del canal sería en septiembre de 2011 por motivos familiares.
En noviembre de 2011 es contratada por la red PAT para conducir el noticiero central; además del programa de entrevistas Casi al Mediodía, cuya emisión finalizaría en agosto de 2013. En enero de 2017 asume la conducción de un programa de variedades en radio Compañera, un par de meses después de su renuncia a PAT.
En abril de 2017 hace su regreso a la televisión para conducir Casimira en Familia, versión contemporánea del otrora programa Casi al Mediodía, por la señal de la Televisión Universitaria de La Paz; además de asumir la conducción de su noticiero.